# Leptogenys breviceps
Leptogenys breviceps é uma espécie de formiga do gênero Leptogenys, pertencente à subfamília Ponerinae.